# Silvia Marciandi
Silvia Marciandi (Aosta, 13 maggio 1963) è un'ex sciatrice freestyle italiana.

## Biografia
Nata ad Aosta nel 1963, debutta in Coppa del Mondo a 19 anni non ancora compiuti, il 13 marzo 1982 a Livigno. Specializzata nelle gobbe, nei primi anni di carriera partecipa anche alle gare di combinata, salti e balletto.
L'8 marzo 1984 ottiene il suo primo podio in Coppa del Mondo, arrivando 3ª nella combinata a Campitello Matese.
La prima vittoria arriva invece un anno dopo, il 12 marzo 1985, quando si impone nelle gobbe a Pila.
Nel 1986 partecipa ai primi Mondiali di freestyle, a Tignes, in Francia, portando a casa due medaglie, entrambe di bronzo, nelle gobbe, dove chiude dietro alle statunitensi Mary Jo Tiampo e Hayley Wolff, e nella combinata, dove termina dietro alla svizzera Conny Kissling e alla canadese Anna Fraser.
Nel finale di carriera partecipa due volte ai Giochi olimpici: ad Albertville 1992, prima volta del freestyle ad un'Olimpiade, dove termina 7ª nella gara di gobbe, unica specialità presente, con 19.66, e a Lillehammer 1994, dove è 10ª, sempre nelle gobbe, con 23.36.
Chiude la carriera nel 1995, a 32 anni, con un palmarès che comprende, oltre ai due bronzi mondiali, 31 podi in Coppa del Mondo, con 7 vittorie, 13 secondi posti e 11 terzi. Il miglior piazzamento in classifica generale di Coppa del Mondo è il 4° nel 1985 e 1986, anni in cui arriva 4ª anche nella classifica di combinata, mentre nella classifica di gobbe ottiene il suo miglior risultato nel 1993, arrivando 2ª.

## Palmarès

### Campionati mondiali
- 2 medaglie:
  - 2 bronzi (Gobbe a Tignes 1986 e combinata a Tignes 1986)

### Coppa del Mondo
- Miglior piazzamento nella Coppa del Mondo di freestyle: 4ª nel 1985 e 1986.
- Miglior piazzamento nella Coppa del Mondo di gobbe: 2ª nel 1993.
- Miglior piazzamento nella Coppa del Mondo di combinata: 4ª nel 1985 e 1986.
- 31 podi:
  - 7 vittorie
  - 13 secondi posti
  - 11 terzi posti

#### Coppa del Mondo - vittorie
| Data            | Località    | Nazione     | Spec. |
| --------------- | ----------- | ----------- | ----- |
| 12 marzo 1985   | Pila        | Italia      | G     |
| 18 marzo 1985   | La Clusaz   | Francia     | C     |
| 9 dicembre 1986 | Tignes      | Francia     | G     |
| 16 gennaio 1988 | Lake Placid | Stati Uniti | G     |
| 17 marzo 1989   | Åre         | Svezia      | G     |
| 20 marzo 1993   | Oberjoch    | Germania    | G     |
| 27 marzo 1993   | Lillehammer | Norvegia    | G     |

Legenda:

C = combinata

G = gobbe